# 罗中立
罗中立（1948年—），男，汉族，重庆人，中华人民共和国画家，油画《父亲》作者。第九、十届、十一届全国人大代表。

## 生平
毕业于四川美术学院油画系油画专业。曾任四川美术学院院长、重庆市文联主席。2015年11月卸任四川美术学院院长一职。